# 蘇信義
蘇信義（1948年—），臺灣當代藝術家，出生於嘉義縣朴子鎮，國立臺灣師範大學畢業，居住在高雄市長期創作。其藝術涵蓋绘画、複合媒材、裝置藝術，風格融合鄉土寫實、超现实主义與象征主义，並關注戰後台灣社会变迁與城市工業化發展。

## 生平
蘇信義在1969—1973年間就讀國立臺灣師範大學美術系，師從廖繼春、李石樵，畢業後在高雄中學等校任教美術達25年。1975年與藝術家陳艷淑結婚，長期共同創作與策展。1979年美麗島事件後，其作品轉向反映社會政治；當時正值台灣美術鄉土運動興起，他融合超现实主义風格，反映政治壓抑與土地情感。1987年創辦「高雄市現代畫學會」，推動南部藝術展演與論壇。
從1990年代末起，蘇信義深耕高雄在地題材，創作進一步向戶外與立體延伸。他長年蒐集高雄港區的廢棄工業材料（繩索、鐵件、皮帶、布塊等），結合樹脂、硬化劑、水泥、石英砂、強力膠、矽利康，以及如鐵鏽般橘紅的壓克力顏料，創作出大型複合媒材系列《生命流轉‧工業史詩》創作《黑翔·明耀·島》與《生命流轉·工業史詩》系列作品，反映高雄城市記憶與工業轉型；作品中，常見燈塔、飛鳥、船隻、繩索、機械象徵歷史。
1997年，蘇信義向高雄市立美術館提出「藝術送到家」構想，號召三十位藝術家在社區、醫院等公共領域舉行上百場印象派作品賞析，被譽為台灣美術鄉土運動中的一位重要人物。2000年代起融合繪畫與裝置藝術，以生命、記憶與時間流動為主題，發展《時間雕塑》系列。曾任高雄市立美術館典藏委員、公共藝術審議委員，其《工業花園》系列、《城市漂旅》等作為高雄市立美術館藏品，台北市立美術館有他的《春光乍現》與《青春三部曲》、國立臺灣美術館亦收藏《人生風景》系列。

## 外部連結
- 蘇信義線上美術館
- 非池中藝術網：蘇信義 （页面存档备份，存于）
- 大象藝術空間館藝術家頁 （页面存档备份，存于）
- 高雄市立美術館典藏資料